# Оккупация в филателии и бонистике

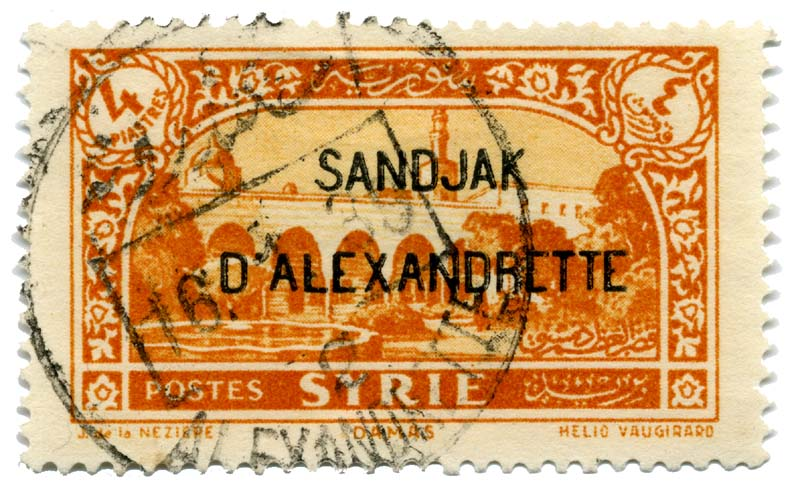
Марка французской Сирии для оккупированного в 1919 году и получившего в 1938 году автономные права оттоманского санджака Александретта (Искандерон; 1938)

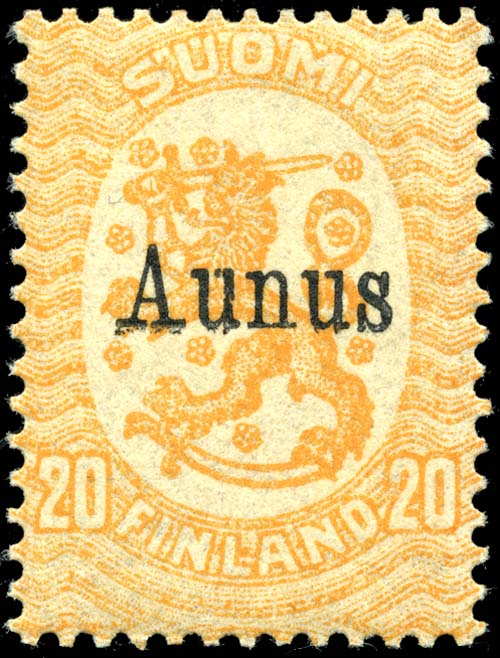
Марка Финляндии для оккупированной Советской Карелии (Олонец; 1919)

Оккупация в филателии и бонистике находит отражение в виде выпусков новых знаков почтовой оплаты и денежных знаков, производимых оккупационными властями одного государства на захваченной территории другого.

## Описание
Во многих случаях (но не всегда) после ввода войск на оккупированную территорию и установления на ней особого режима управления организуются соответствующие управленческие структуры. От их имени и под их эгидой для нужд населения выпускаются деньги и почтовые марки — вначале по временным образцам (см. провизорий) и с использованием запасов, оставшихся от прежних властей, либо собственных. Как правило, до печати и ввода в обращение новых банкнот и марок факт оккупации отмечается на старых путём надпечаток. Зачастую последние включают в себя не только изменившееся название территории, но и новые номиналы из-за изменения тарифов на почтовые (и связанные с ними) услуги, а также изменения названия самой валюты, если таковое происходит. Коллекционирование оккупационных почтовых марок и банкнот является одной из самых интересных областей тематической филателии и бонистики.
Основной целью подобных эмиссий является возможно более оперативное отграничение зоны экономической ответственности оккупационных властей за оборотом денежной массы на территории, — особенно в случаях (таковых большинство), когда оккупируется не всё государство, а лишь его часть, с сохранением старой системы в остальной стране. Среди целей выпусков оккупационных купюр и почтовых марок присутствуют и пропагандистские мотивы — поскольку, как правило, новый статус территории признаётся лишь постепенно и новым властям следует в возможно более короткие сроки наглядно показать населению и внешнему миру эффективность своей деятельности. В то же время разумная осторожность и особый политический статус оккупированной территории как правило не позволяют вводить на ней непосредственно валюту и почтовые марки страны-оккупанта — по крайней мере на первых порах. Так или иначе, было бы неверным считать, что пропаганда находится среди первоочередных мотивов оккупационных эмиссий, хотя такой мотив явно или неявно и может присутствовать.

Надпечатка «Гавайи» на долларе США на случай оккупации островов Японией, реверс (1942)

Обычно государства, подвергшиеся частичной оккупации, до последнего стараются не изымать оккупированные территории из общего экономико-политического механизма страны — поэтому порой склонны печатать дензнаки и почтовые марки даже и в тех случаях, когда территории полностью вышли из-под их фактического контроля и перспективы их возвращения в прежний статус-кво минимальны.
Уникальными являются обратные случаи — упреждающих надпечаток официальными властями своих стандартных денежных купюр или ввода особых валют из-за ожидаемой неприятельской оккупации либо внутренней нестабильности. В частности, таковые происходили на долларах США на Гавайских островах с конца декабря 1941 по 1943 год (ввиду возможной оккупации последних Японией). С 1920-х по 1940-е годы в Иране также выпускались как надпечатанные, так и оригинальные по рисунку деньги для Иранского Азербайджана, в котором были сильны сепаратистские настроения и который дважды за этот период был частично оккупирован РСФСР/СССР (в начале 1920-х и в 1941—1946 годах).